# Porte TCP e UDP standard
Le porte note (traduzione dell'inglese Well-known ports) sono le porte TCP e UDP nell'intervallo 0-1023 e sono assegnate a specifici servizi dallo IANA. Nei sistemi operativi derivati da UNIX ricevere connessioni su una porta nota richiede privilegi di root. I numeri delle "porte utente o registrate" sono quelli nell'intervallo 1024-49151. I numeri di porta dell'intervallo 49152-65535 appartengono a porte private o dinamiche e non sono utilizzati da una applicazione in particolare.
Lo IANA non impone questa suddivisione, è semplicemente un insieme di utilizzi raccomandati. Talvolta le porte possono essere usate per protocolli o applicazioni diverse dalla designazione ufficiale IANA; questo errato utilizzo può ad esempio essere fatto da un Trojan o da un programma comune che non usa una porta o un intervallo di porte registrato allo IANA.
L'elenco completo degli assegnamenti di porte dello IANA è disponibile presso il sito web in formato CSV, XML, HTML e testo puro.

## Da 0 a 1023 (Well-known ports)
| Porta   | Descrizione                                                                           |
| ------- | ------------------------------------------------------------------------------------- |
| 1/tcp   | TCP Multiplexor                                                                       |
| 2/tcp   | compressnet Management Utility                                                        |
| 3/tcp   | compressnet Compression Process                                                       |
| 7/udp   | Echo Protocol                                                                         |
| 8/udp   | Bif Protocol                                                                          |
| 9/udp   | Discard Protocol                                                                      |
| 13/tcp  | Daytime Protocol                                                                      |
| 17/tcp  | Quote of the Day                                                                      |
| 19/udp  | Chargen Protocol                                                                      |
| 20/tcp  | FTP - Il file transfer protocol - data                                                |
| 21/tcp  | FTP - Il file transfer protocol - control                                             |
| 22/tcp  | SSH - Secure login, file transfer (scp, SFTP) e port forwarding                       |
| 23/tcp  | Telnet insecure text communications                                                   |
| 25/tcp  | SMTP - Simple Mail Transfer Protocol (E-mail)                                         |
| 53/both | DNS - Domain Name System                                                              |
| 67/udp  | BOOTP Bootstrap Protocol (Server) e DHCP Dynamic Host Configuration Protocol (Server) |
| 68/udp  | BOOTP Bootstrap Protocol (Client) e DHCP Dynamic Host Configuration Protocol (Client) |
| 69/udp  | TFTP Trivial File Transfer Protocol                                                   |
| 70/tcp  | Gopher                                                                                |
| 79/tcp  | finger Finger                                                                         |
| 80/tcp  | HTTP HyperText Transfer Protocol (WWW)                                                |
| 88/tcp  | Kerberos Authenticating agent                                                         |
| 104/tcp | DICOM - Digital Imaging and Communications in Medicine                                |
| 110/tcp | POP Post Office Protocol (E-mail)                                                     |
| 113/tcp | ident vecchio sistema di identificazione dei server                                   |
| 119/tcp | NNTP usato dai newsgroups usenet                                                      |
| 123/udp | NTP usato per la sincronizzazione degli orologi client-server                         |
| 137/udp | NetBIOS Name Service                                                                  |
| 138/udp | NetBIOS Datagram Service                                                              |
| 139/tcp | NetBIOS Session Service                                                               |
| 143/tcp | IMAP4 Internet Message Access Protocol (E-mail)                                       |
| 161/udp | SNMP Simple Network Management Protocol (Agent)                                       |
| 162/udp | SNMP Simple Network Management Protocol (Manager)                                     |
| 210/tcp | ANSI Z39.50                                                                           |
| 389/tcp | LDAP                                                                                  |
| 411/tcp | Direct Connect Usato per gli hub della suddetta rete                                  |
| 443/tcp | HTTPS usato per il trasferimento sicuro di pagine web                                 |
| 445/tcp | Microsoft-DS (Active Directory, share di Windows, Sasser-worm)                        |
| 445/udp | Microsoft-DS SMB file sharing                                                         |
| 465/tcp | SMTP - Simple Mail Transfer Protocol (E-mail) su SSL                                  |
| 502/tcp | Modbus                                                                                |
| 514/udp | SysLog usato per il system logging                                                    |
| 554/udp | RTSP                                                                                  |
| 563/tcp | NNTP Network News Transfer Protocol (newsgroup Usenet) su SSL                         |
| 587/tcp | e-mail message submission (SMTP)                                                      |
| 591/tcp | FileMaker 6.0 Web Sharing (HTTP Alternate, si veda la porta 80)                       |
| 631/udp | IPP (Internet Printing Protocol) e CUPS (implementazione per server di stampanti)     |
| 636/tcp | LDAP su SSL                                                                           |
| 666/tcp | Doom giocato in rete via TCP                                                          |
| 993/tcp | IMAP4 Internet Message Access Protocol (E-mail) su SSL                                |
| 995/tcp | POP3 Post Office Protocol (E-mail) su SSL                                             |

## Da 1024 a 49151 (Registered Ports)
| Porta          | Descrizione |
| -------------- | --- |
| 1080/tcp       | SOCKS Proxy |
| 1194/tcp e udp | OpenVPN |
| 1883/tcp       | MQTT |
| 1433/tcp       | Microsoft SQL Server |
| 1434/tcp       | Microsoft-SQL-Monitor |
| 1434/udp       | Microsoft-SQL-Monitor |
| 1984/tcp       | Big Brother |
| 2049/udp       | Network File System |
| 2101/tcp       | rtcm-sc104 usato per le correzioni differenziali dei gps |
| 2101/udp       | rtcm-sc104 usato per le correzioni differenziali dei gps |
| 2761/both      | DICOM ISCL (Integrated Secure Communication Layer) |
| 2762/both      | DICOM TLS |
| 3050/tcp       | Firebird Database system |
| 3128/tcp       | HTTP usato dalle web cache e porta di default per Squid cache |
| 3306/tcp       | MySQL Database system |
| 3389/tcp       | Desktop Remoto di Windows e Microsoft Terminal Server (RDP) |
| 3541/tcp       | Voispeed |
| 3542/tcp       | Voispeed |
| 3690/tcp       | Subversion |
| 3690/udp       | Subversion |
| 4662/tcp       | eMule (versioni precedenti alla 0.47, le più recenti la generano casualmente) |
| 4672/udp       | eMule (versioni precedenti alla 0.47, le più recenti la generano casualmente) |
| 4711/tcp       | eMule Web Server |
| 4899/tcp       | Radmin Connessione Remota |
| 5000/tcp       | Sybase database server (default) |
| 5060/tcp       | SIP |
| 5060/udp       | SIP |
| 5084/tcp       | EPCglobal Low-Level Reader Protocol (LLRP) |
| 5084/udp       | EPCglobal Low-Level Reader Protocol (LLRP) |
| 5085/tcp       | EPCglobal Low-Level Reader Protocol (LLRP) criptato |
| 5085/udp       | EPCglobal Low-Level Reader Protocol (LLRP) criptato |
| 5190/tcp       | AOL e AOL Instant Messenger |
| 5201/tcp       | iPerf |
| 5222/tcp       | XMPP Client Connection |
| 5269/tcp       | XMPP Server Connection |
| 5432/tcp       | PostgreSQL Database system |
| 5555/tcp       | ADB Android Debug Bridge |
| 5631/tcp       | Symantec PcAnywhere |
| 5632/udp       | Symantec PcAnywhere |
| 5800/tcp       | Virtual Network Computing (http) |
| 5900/tcp       | Virtual Network Computing (main) |
| 6000/tcp       | X11 usato per X-windows |
| 6566/tcp       | SANE |
| 6667/tcp       | Internet Relay Chat |
| 7400/tcp e udp | RTPS (Real Time Publish Subscribe) DDS Discovery |
| 7401/tcp e udp | RTPS (Real Time Publish Subscribe) DDS User-Traffic |
| 7402/tcp e udp | RTPS (Real Time Publish Subscribe) DDS Meta-Traffic |
| 8000/tcp       | iRDMI. Spesso usato per sbaglio al posto della porta 8080. Anche utilizzata per la gestione di pyLoad. |
| 8080/tcp       | HTTP Alternate (http-alt) o WWW caching service (web cache). Usato spesso quando un secondo server web opera sulla stessa macchina, come server proxy e di caching, o per far girare un server web come utente non di root. Si veda anche la porta 80. Tomcat usa di default questa porta. |
| 8118/tcp       | privoxy http filtering proxy service |
| 8291/tcp       | mikrotik porta di default usata dal software winbox per la configurazione degli apparecchi di marca Mikrotik. |
| 8883/tcp       | MQTT con SSL |
| 41951/tcp      | TVersity Media Server |
| 41951/udp      | TVersity Media Server |

## Da 49152 a 65535
Le porte da 49152 a 65535 sono definite come “porte libere” in quanto non sono riservate a nessuna applicazione e possono essere quindi utilizzate liberamente.

## Porte non registrate
Queste sono porte che possono essere di uso comune ma non sono formalmente registrate con lo IANA. Dove l'uso è in conflitto con un uso registrato, viene usata la notazione CONFLITTO.
| Porta                 | Descrizione |
| --------------------- | --- |
| 80/tcp                | Skype, attiva di default, disattivabile                                                                        |
| 2022 e 8080/tcp e udp | Wings Pterodactyl pannello di moderazione per server minecraft                                                 |
| 1337/tcp              | WASTE Encrypted File Sharing Program                                                                           |
| 1352/tcp              | IBM Lotus Lotus Domino/Notes                                                                                   |
| 1521/tcp              | Oracle database default listener (CONFLITTO con l'uso registrato: nCube License Manager)                       |
| 1965/tcp              | Gemini, porta predefinita                                                                                      |
| 2082/tcp              | CPanel, porta di default port (CONFLITTO con l'uso registrato: Infowave Mobility Server)                       |
| 2086/tcp              | Web Host Manager, porta di default (CONFLITTO con l'uso registrato: GNUnet)                                    |
| 4662/tcp              | eMule AdunanzA, porta di default per il protocollo eDonkey usato da eMule AdunanzA                             |
| 4672/udp              | eMule AdunanzA, porta di default per il protocollo eDonkey usato da eMule AdunanzA                             |
| 5000/tcp              | Universal plug-and-play Windows network device interoperability (CONFLITTO con l'uso registrato: complex-main) |
| 5223/tcp              | XMPP porta di default per SSL Client Connection                                                                |
| 5800/tcp              | VNC remote desktop protocol (per l'uso via HTTP)                                                               |
| 5900/tcp              | VNC remote desktop protocol (porta standard)                                                                   |
| 6024-6025/udp         | Tigermeeting Android client discovery                                                                          |
| 6026/tcp              | Tigermeeting client/server communication                                                                       |
| 6030-6031/udp         | Tigermeeting Admin user discovery                                                                              |
| 6032/tcp              | Tigermeeting API for cloud management - TigerDriver                                                            |
| 6881/tcp              | BitTorrent porta spesso usata                                                                                  |
| 6969/tcp              | BitTorrent tracker port (CONFLITTO con l'uso registrato: acmsoda)                                              |
| 7659/tcp e udp        | Polypheny interfaccia utente                                                                                   |
| 7000-8000/udp         | VALORANT Game Client Port                                                                                      |
| 9050/tcp              | TOR, porta di default per il socks5                                                                            |
| 9987/udp              | TeamSpeak, software VoIP proprietario, porta di default "virtual voice server"                                 |
| 9091/tcp              | Transmission, porta di default per la gestione da browser                                                      |
| 10000/tcp             | Webmin interfaccia web di amministrazione                                                                      |
| 19132/tcp             | Minecraft Bedrock Edition: videogioco di tipo sand-box                                                         |
| 20000/tcp             | OpenWebNet, protocollo per la comunicazione con i gateway Bticino per il Bus SCS                               |
| 25565/tcp             | Minecraft Java Edition: videogioco di tipo sand-box                                                            |
| 27960/udp             | (fino a 27969) Quake 3 e videogiochi derivati da Quake 3                                                       |
| 31337/tcp             | Back Orifice Remote administration tool (spesso usata dai Trojan)                                              |
| 30033/tcp             | TeamSpeak, software VoIP proprietario, porta di default "Filetransfer"                                         |
| 32400/tcp             | Plex, Accesso al Plex Media Server                                                                             |
| 1900/udp              | Plex, Accesso al Plex DLNA Server                                                                              |
| 32469/tcp             | Plex, Accesso al Plex DLNA Server                                                                              |
| 8324/tcp              | Plex, Accesso a Plex per Roku via Plex Companion                                                               |
| 32410/udp             | Plex, rilevamento corrente della rete GDM                                                                      |
| 32412/udp             | Plex, rilevamento corrente della rete GDM                                                                      |
| 32413/udp             | Plex, rilevamento corrente della rete GDM                                                                      |
| 32414/udp             | Plex, rilevamento corrente della rete GDM                                                                      |
| 10101/tcp             | Metin2 videogioco di tipo MMO                                                                                  |
| 51820/udp             | Porta di Wireguard VPN                                                                                         |